# ChatON
ChatOn — глобальный мобильный коммуникационный сервис, разработанный компанией Samsung Electronics и запущенный в 2011 году. По данным производителя, на момент запуска сервис был доступен в 120 странах на 62 языках. В настоящее время для загрузки доступны клиентские приложения для операционных систем Android, BlackBerry, iOS, Windows Phone и bada, также есть возможность работать с сервисом, используя браузер. С 1 февраля 2015 года сервис ChatOn был закрыт .

## Функциональные возможности
- Сервис обеспечивает возможность мгновенного обмена текстовыми и мультимедийными сообщениями между абонентами вне зависимости от их местоположения, поставщика услуг связи и используемого устройства.
- Поддерживается также обмен файлами, в том числе изображениями, видеороликами, документами, записями календаря и т. д.; объекты, загруженные участниками беседы, остаются в т. н. хранилище (Trunk), из которого могут быть получены и расшарены в социальные сети в любой момент.
- Возможна запись голоса и последующая отправка голосового сообщения собеседнику.
- Список контактов может быть импортирован из телефонной книги мобильного устройства; допускается объединение контактов в группы, так что пользователь имеет возможность вести диалог с несколькими корреспондентами одновременно.
- Обеспечены возможности персонализации клиентского приложения[5][6].

## Похожие сервисы
- Google Talk
- WhatsApp
- Meebo
- Trillian

## Отзывы
Обозреватель ресурса itc.ua отметил, что «ChatOn — один из самых распространенных и лучших бесплатных мессенджеров с широкой функциональностью и отличной стабильностью работы», присвоив сервису отметку «Выбор редакции». К отрицательным аспектам была отнесена невозможность использования одной учётной записи на нескольких устройствах.

## ChatONAPI
ChatON API — набор функций для работы с сервисом ChatON, а также возможность использовать функциональность этого сервиса в собственных приложениях.
Он анонсирован на Samsung Developers Day in Seoul в июне 2012 и представлен на IFA в сентябре 2012. ChatON API состоит из двух частей: клиентской и серверной.
В серверном API подразумевается, что программа клиента напрямую контактирует с ChatON сервером. Перед началом работы необходимо пройти аутентификацию. На стороне сервера это происходит с помощью протокола OAuth, вся дальнейшая работа происходит через протокол HTTPS. Обмен данными между сервером и клиентом происходит в формате JSON. API сервера состоит из 4-х основных API-групп которые содержат 22 API. Работа с серверным API не зависит от платформы и языка реализации.
Под клиентским API подразумевается клиентская библиотека которая содержит функции для работы с сервисом ChatON. В настоящее время библиотека включает 12 API и реализована только под платформу Android.